# The Life Saver (film 1911)
The Life Saver è un cortometraggio muto del 1911 diretto da Harry Solter e prodotto dalla Lubin.

## Trama
In una stazione balneare, la storia d'amore di una ragazza del posto con un bel bagnino viene messa in forse dall'arrivo stagionale delle turiste che vengono da fuori.

## Produzione
Il film fu prodotto dalla Lubin Manufacturing Company.

## Distribuzione
Distribuito dalla General Film Company, il film - un cortometraggio in una bobina - uscì nelle sale statunitensi il 20 settembre 1911.